# Повуа-де-Аталайя
Повуа-де-Аталайя (порт. Póvoa de Atalaia; МФА: [ˈpɔ.vu.ɐ dɨ ɐ.tɐ.ˈɫaj.ɐ]) — парафія в Португалії, у муніципалітеті Фундан. Розташована в східній частині країни, на теренах історичної португальської провінції Бейра. Входить до складу округу Каштелу-Бранку. За адміністративним поділом, чинним до 1976 року, терени парафії були складовою провінції Нижня Бейра. Належить до Порталегрівсько-Каштелу-Бранківської діоцезії Католицької церкви. Патрон — святий Стефан. Площа — 12,6740 км². Населення — 642 ос. (2011). Слабо урбанізований регіон. Густота населення — 50,65 осіб/км²
. Код — 050422.

## Населення
| Кількість мешканців | Кількість мешканців | Кількість мешканців | Кількість мешканців | Кількість мешканців | Кількість мешканців | Кількість мешканців | Кількість мешканців | Кількість мешканців | Кількість мешканців | Кількість мешканців | Кількість мешканців | Кількість мешканців | Кількість мешканців | Кількість мешканців |
| ------------------- | ------------------- | ------------------- | ------------------- | ------------------- | ------------------- | ------------------- | ------------------- | ------------------- | ------------------- | ------------------- | ------------------- | ------------------- | ------------------- | ------------------- |
| 1864                | 1878                | 1890                | 1900                | 1911                | 1920                | 1930                | 1940                | 1950                | 1960                | 1970                | 1981                | 1991                | 2001                | 2011                |
| 487                 | 649                 | 805                 | 838                 | 953                 | 1 005               | 1 147               | 1 297               | 1 366               | 1 287               | 924                 | 848                 | 704                 | 791                 | 642                 |